# Gemini 8
Gemini 8 (tên chính thức Gemini VIII) là chuyến bay thứ sáu có người lái trong chương trình Gemini của NASA. Đây là phi vụ đầu tiên mà hai phi thuyền không gian kết nối với nhau trên quỹ đạo, nhưng do vấn đề kĩ thuật của tàu không gian Hoa Kỳ dẫn đến kết nối thất bại làm ảnh hưởng tính mạng các phi hành gia, do vậy chỉ huy chương trình đã lập tức hủy bỏ phi vụ này. Phi hành đoàn đã trở lại Trái Đất an toàn. Phi vụ Apollo 13 cố gắng đổ bộ lên Mặt Trăng cũng đã phải hủy bỏ vì sự cố tương tự.
Đây là chuyến bay có người lái thứ 12 trong các phi vụ từ trước đến thời điểm này của Hoa Kỳ và là chuyến bay có người lái thứ 22 trên thế giới thời điểm đó (bao gồm chuyến bay X-15 với độ cao 100 kilômét (62 mi)). Đây là chuyến bay do Neil Armstrong điều khiển và là chuyến thứ hai của công dân Hoa Kỳ (không thuộc quân đội) bay vào không gian (Joseph Albert Walker bay trong X-15 chuyến 90 với tư cách là một công dân đầu tiên). Armstrong đã rút khỏi nghĩa vụ trong Biên chế dự bị Hải quân Hoa Kỳ năm 1960. Liên Xô đã đưa phi hành gia dân sự đầu tiên, Valentina Tereshkova (cũng là phụ nữ đầu tiên) trên tàu Vostok 6 vào ngày 16 tháng 6 năm 1963.